# Christian Schweigaard Stang
Christian Schweigaard Stang (15. ožujka 1900. – 2. srpnja 1977.) bio je norveški lingvist, slavist i balticist, profesor balto-slavenskih jezika na Sveučilištu u Oslu od 1938. do neposredno prije svoje smrti. Specijalizirao se za proučavanje litavskog jezika i bio je vrlo cijenjen u Litvi.

## Rani život
Rođen je u Kristianiji kao sin političara i akademika Fredrika Stanga (1867. – 1941.) i njegove supruge Caroline Schweigaard (1871. – 1900.). Bio je unuk Emila Stanga i Christiana Homanna Schweigaarda, te nećak Emila Stanga. Odrastao je u Kristianiji i položio je svoj examen artium 1918. u školi Frogner.

## Karijera
Magistrirao je komparativnu indoeuropsku lingvistiku 1927. godine, a doktorirao 1929. godine. Nakon toga bio je sveučilišni suradnik za komparativnu indoeuropsku lingvistiku u razdoblju 1928. – 1933. Od 1938. do 1970. bio je profesor slavenskih jezika na Sveučilištu u Oslu. Bio je dekan Filozofskog fakulteta od 1958. do 1960. 
Stang je tijekom svoje sveučilišne karijere prepoznat kao vodeći međunarodni stručnjak za poučavanje slavenskih jezika, za balto-slavensku komparativnu lingvistiku, kao i za litavski jezik. Jedno od Stangovih najistaknutijih djela bilo je "Vergleichende Grammatik der baltischen Sprachen" ("Usporedna gramatika baltičkih jezika") objavljeno 1966. 
Pored njegove monumentalne komparativne gramatike iz 1966. godine, njegov rad na baltičkim i slavenskim glagolima uvjerljivo je pokazao uske povijesne veze i međusobne odnose među baltičkim, slavenskim jezicima i germanskim jezicima. 
U svom radu na slavenskim naglascima iz 1952. godine primijetio je da su slavenski i baltički sustavi naglasaka izvorno bili identični i da su razlike posljedica kasnijih, sekundarnih promjena. Njegova istraživanja o baltoslavenskoj komparativnoj akcentologiji kulminirala su djelom Slavonic accentuation (Oslo, 1957.).
Stang je također objavio nekoliko važnih priloga komparativnoj indoeuropskoj lingvistici.  Njegov doprinos uključuje Stangov zakon, također poznat kao Ivšićev zakon ili Ivšić-Stangov zakon.

## Priznanja
Bio je član Norveške akademije znanosti od 1932. godine, kao i Kraljevske danske akademije znanosti i Kraljevskog švedskog društva znanosti u Uppsali. Odlikovan je kao vitez prve klase Kraljevskog norveškog reda sv. Olava 1970. godine. Preminuo je u srpnju 1977. u Kirkenesu.  